# محمدتقی کندی
محمدتقی کندی، روستایی در دهستان انگوت شرقی بخش مرکزی شهرستان انگوت در استان اردبیل ایران است. این روستا، مرکز دهستان انگوت شرقی است.

## جمعیت
بر پایه سرشماری عمومی نفوس و مسکن در سال ۱۳۹۵، جمعیت این روستا برابر با ۴۲۲ نفر (۱۳۹ خانوار) بوده‌است.